# 南湖神社
南湖神社（なんこじんじゃ）は、福島県白河市にある南湖県立自然公園（南湖公園）に鎮座する神社。祭神は松平定信。

## 歴史
後に初代宮司となる中目瑞男の呼びかけにより、地元市民や松平定信を崇敬する人々、また渋沢栄一の支援もあり、大正9年（1920年）5月10日に神社設立が認可され、大正11年（1922年）6月11日に竣工し、御鎮座大祭が行われた。

## 境内
- 楽翁桜 - 御神木。樹齢200年のシダレザクラ。定信が後に名乗った楽翁の号が命名の由来。
- 松風亭蘿月庵（しょうふうていらげつあん） - 寛政年間に白河藩士の三輪権右衛門（待月）が、父で茶人である長尾仙鼠のために別邸内に建立した茶室。定信も好んでたびたび訪れていた。文政6年（1823年）に松平家の桑名藩移封に際して常盤惟親に譲渡され、その邸宅に移築され、明治初めにその邸宅が西白河郡役所の敷地に転用の後も同地に残っていた。大正12年（1923年）5月、郡制廃止により南湖神社に寄贈され、現在地に再度移築された。福島県指定重要文化財[1]。
- 南湖神社宝物館 - 定信直筆の書や自画像、渋沢栄一が奉納した書や絵画などを展示。

## ギャラリー

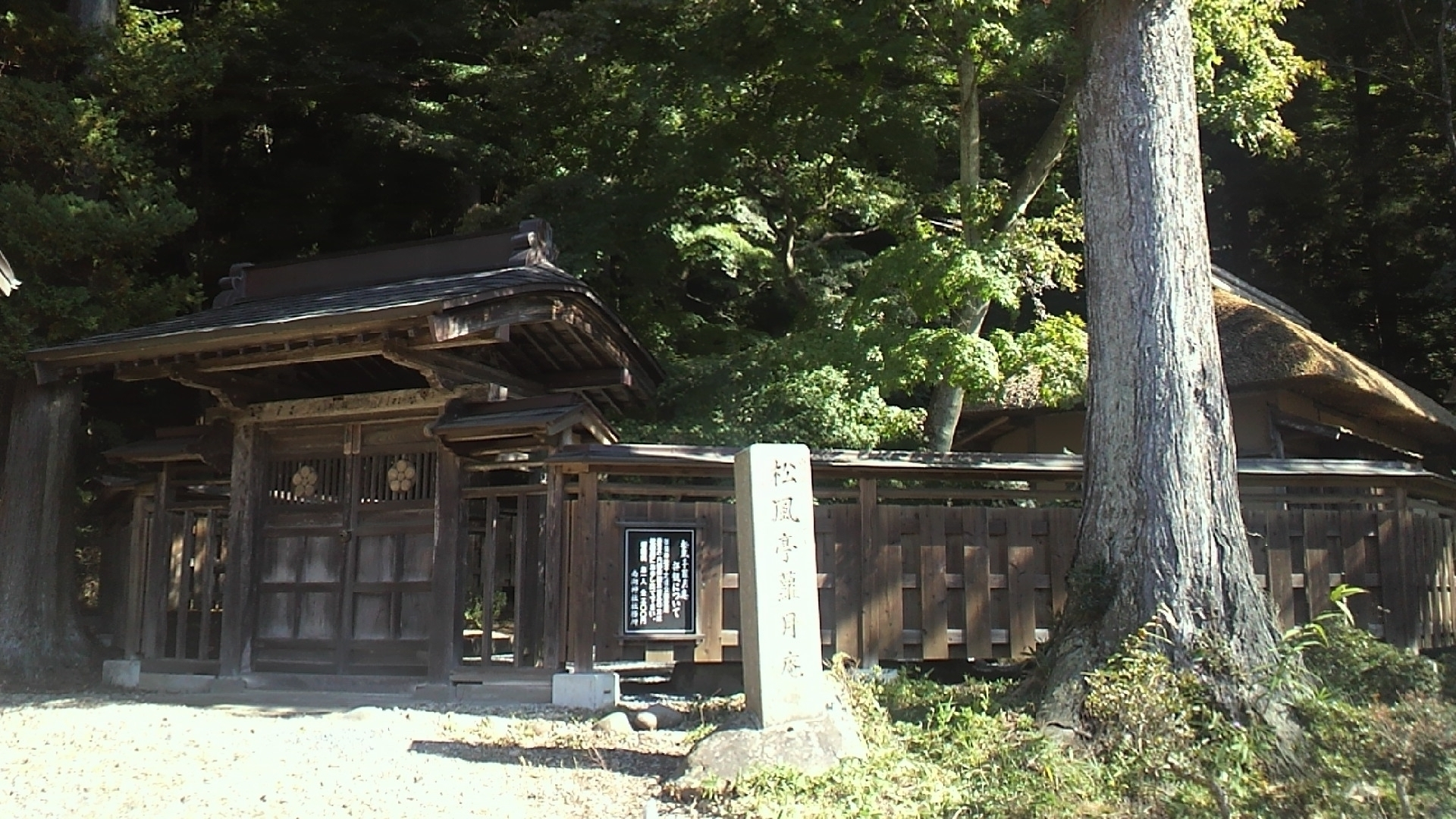
松風亭蘿月庵
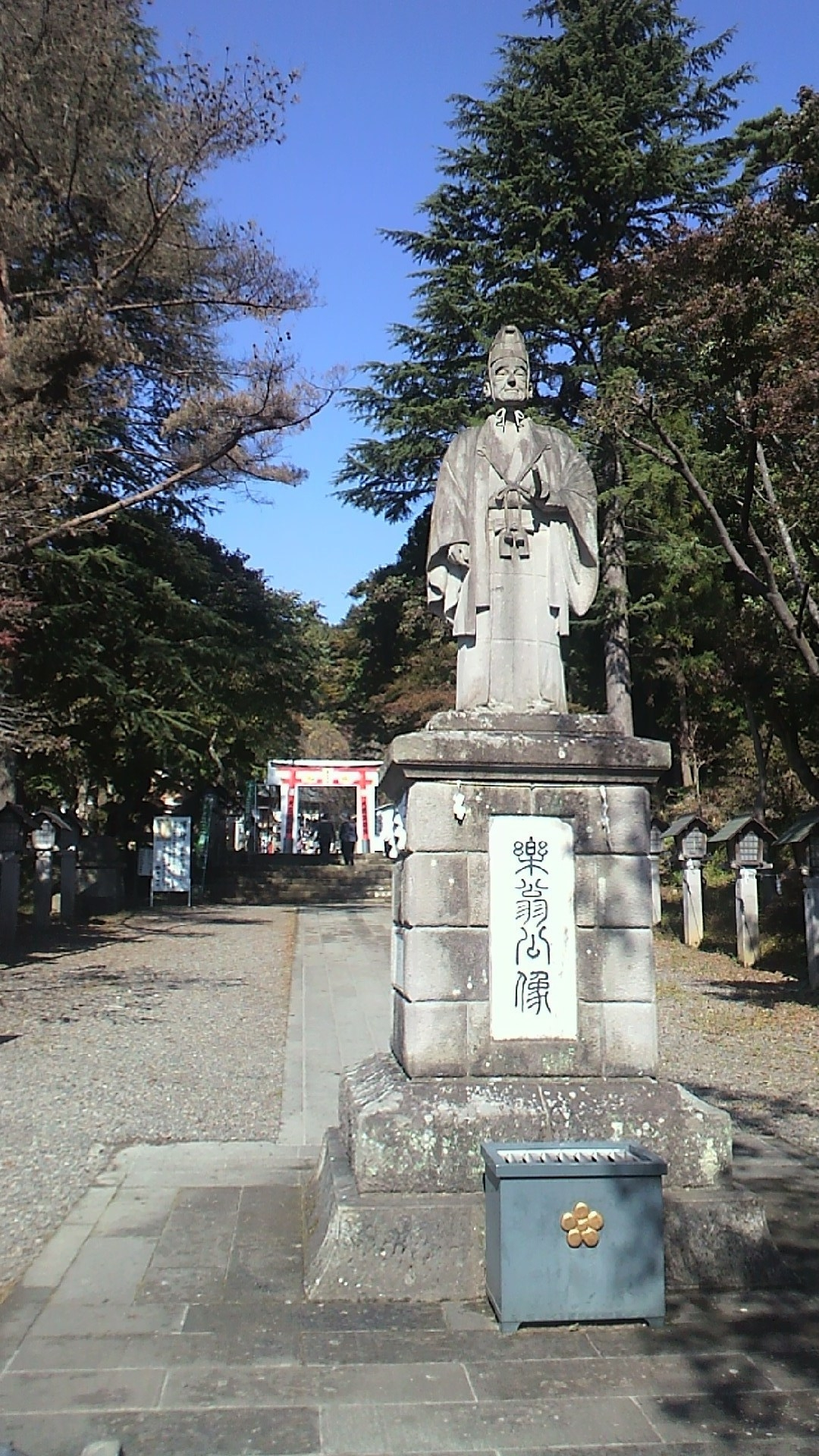
神社前にある松平定信（楽翁）像（平成24年（2012年）10月）